# 비디디 (프로게이머)
비디디(본명: 곽보성, 1999년 3월 1일 ~ )은 대한민국의 리그 오브 레전드 프로게이머이다. 포지션은 미드라이너이며 아이디는 Bdd이다. 현재 KT 롤스터 소속이다. 용현중학교 졸업, 인항고등학교 중퇴인 상황이다.

## 선수 생활
2016 시즌을 앞두고 CJ 엔투스에 입단했다. 2016년 3월 2일에 치러진 콩두 몬스터와의 경기에서 프로 데뷔전을 치렀다. 2016 서머 시즌 팀이 승강전으로 떨어지며 승강전에서 ESC Ever와의 경기에서 0-3으로 패배하며 리그 오브 레전드 챌린저스 코리아로 강등당했다.
2017 시즌 스토브리그 기간 중 롱주 게이밍에 입단했다. 스프링 기간 중에서는 플라이가 주전을 차지해 많은 경기를 출전하지 못했다. 서머 시즌을 앞두고 플라이가 북미 리그에 이적하면서 롱주의 주전 미드라이너가 되었다. 서머 시즌 좋은 활약을 보여주면서 서머 시즌 정규리그 MVP를 차지했다. 서머 시즌 우승으로 리그 오브 레전드 월드 챔피언십 2017에 진출했으며 이 대회에서 삼성 갤럭시에게 패배하며 8강에서 탈락했다. 2018 시즌을 앞두고 킹존 드래곤 X에 잔류했다. 2018 스프링 시즌 MVP를 차지하면서 두 대회 연속으로 정규리그 MVP를 차지했다.
2019 시즌 스토브 리그 기간 중 KT 롤스터로 이적했다. 2019 스프링 시즌 좋지 않은 팀에서 함께 무너지면서 다시 한 번 승강전으로 향하게 되었다. 하지만 승강전에서 VSG와 진에어 그린윙스를 모두 이기면서 챔피언스에 잔류했다. 서머 시즌에는 팀내 최다 MVP를 수상했지만 팀은 8위를 기록했다.
2020 시즌 스토브 리그 기간 중 Gen.G에 입단했다. 젠지 이적 이후 첫 시즌인 2020 스프링 시즌부터 젠지의 주전자리를 차지했다. 2020년 4월 8일에 치러진 APK 프린스와의 경기에서 LCK 역사상 12번째로 1000킬을 달성했다. 시즌 종료 이후 스프링 시즌 정규리그 MVP와 1st 팀에 선정되었다. 하지만 팀은 결승에서 T1에 3-0으로 패배하며 준우승에 머물렀다. 서머 시즌에도 좋은 모습을 보여주었으며 리그 3위의 성적과 3rd팀에 선정되었다. 리그 오브 레전드 월드 챔피언십 2020 선발전에서 T1을 제압하고 본선에 진출했다. 이후 8강의 성적을 기록했다. 2021 시즌에도 젠지에 잔류했다. 2021 스프링 시즌 정규리그 2위를 기록했으며 4강 플레이오프에서 T1을 제압하고 결승에 진출했다. 결승에서 담원 기아와의 경기에서 패배하며 다시 한 번 준우승을 기록했다. 리그 오브 레전드 월드 챔피언십 2021에서는 로스터에 포함되면서 참가했다. 비디디는 팀의 주전 미드로 활동하면서 팀의 8강 진출에 기여했다. 8강전 클라우드 나인과의 경기에서는 팀의 에이스역할을 수행하면서 팀의 4강 진출에 기여했다.
2022시즌을 앞두고 피넛과 트레이드 되면서 농심 레드포스에 입단했다. 2022시즌을 앞두고 팀의 주전 미드라이너로 낙점받았다. 하지만 스프링 시즌 동안에는 부진한 폼을 보여주면서 팀의 포스트시즌 진출 실패에 기여하고 말았다. 서머 시즌에서도 부진한 폼이 계속해서 이어졌다. 2022시즌 종료 후 팀에서 퇴단했다.
2023시즌을 앞두고 KT 롤스터에 입단했다. 이로써 KT를 떠난지 약 4년만에 복귀를 하게 되었다.
2024시즌을 앞두고 KT 롤스터와 재계약을 체결했다.
2025시즌을 앞두고 KT 롤스터와 2년 재계약을 체결했다.

## 소속팀
| # | 팀명          | 소속 기간               | 소속 리그 | 비고 |
| - | ------------- | ----------------------- | --------- | ---- |
| 1 | CJ 엔투스     | 2015.12 ~ 2016.11.30    | LCK       |      |
| 2 | 롱주 게이밍   | 2016.12.06 ~ 2018.11.20 | LCK       |      |
| 3 | KT 롤스터     | 2018.11.27 ~ 2019.11.19 | LCK       |      |
| 4 | Gen.G         | 2019.11.20 ~ 2021.11.23 | LCK       |      |
| 5 | 농심 레드포스 | 2021.11.23 ~ 2022.11.22 | LCK       |      |
| 6 | KT 롤스터     | 2022.11.23 ~            | LCK       |      |

## 수상 내역
- 리그 오브 레전드 챔피언스 코리아 서머 2017 정규시즌 최우수선수
- 리그 오브 레전드 챔피언스 코리아 서머 2017 우승
- 2017 LoL KeSPA컵 준우승
- 리그 오브 레전드 챔피언스 코리아 스프링 2018 우승
- 리그 오브 레전드 미드 시즌 인비테이셔널 2018 준우승
- 리프트 라이벌즈 2018 준우승
- 리그 오브 레전드 월드 챔피언십 2018 8강
- 리그 오브 레전드 챔피언스 코리아 스프링 2020 준우승
- 리그 오브 레전드 챔피언스 코리아 스프링 Player of the Game 포인트 1위
- 리그 오브 레전드 챔피언스 코리아 스프링 2020 ALL-LCK 퍼스트팀
- 리그 오브 레전드 월드 챔피언십 2020 8강
- 리그 오브 레전드 챔피언스 코리아 스프링 2021 준우승